# Достук (Ала-Букинский район)
Достук (кирг. Достук) — село в Ала-Букинском районе Джалал-Абадской области Кыргызстана. Входит в состав Ала-Букинского айылного аймака.

## География
Село расположено в юго-западной части области, на правом берегу реки Ала-Бука (левый приток реки Касансай), у западной окраины села Ала-Бука, административного центра района. Абсолютная высота — 1194 метра над уровнем моря.

## Население
Согласно оценочным данным Национального статистического комитета Кыргызской Республики, численность населения села на начало 2023 года составляла 8145 человек.
| год     | 2009 | 2014 | 2015 | 2020 | 2021 | 2023 |
| ------- | ---- | ---- | ---- | ---- | ---- | ---- |
| человек | 6225 | 6707 | 6958 | 7895 | 7966 | 8145 |